# Bataille de Ningyuan
Transition des Ming aux Qing
Batailles
Unification des Jürchens - Fushun - Qinghe - Sarhu - Kaiyuan - Tieling - Xicheng  - Shen-Liao - Zhenjiang - She-An - Guangning - Ningyuan - Corée (1627) - Ning-Jin - Jisi - Dalinghe - Wuqiao - Lüshun - Corée (1636) - Song-Jin - Révoltes paysannes - Pékin - Shanhai

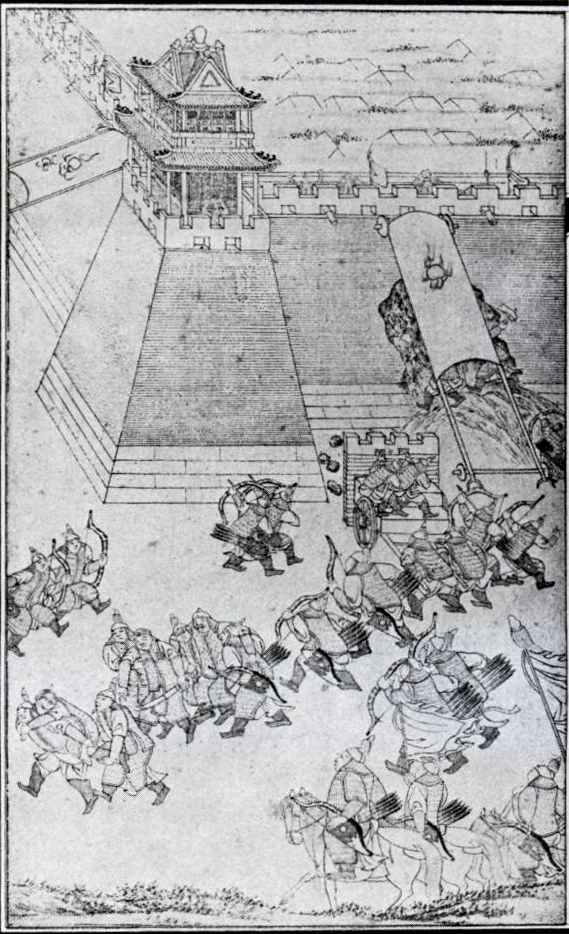
Soldats Mandchous attaquant les murailles de la ville pendant la bataille de Ningyuan

La bataille de Ningyuan (chinois simplifié : 宁远之战 ; chinois traditionnel : 寧遠之戰 ; pinyin : Níngyuǎn Zhī Zhàn ; cantonais Yale : Ning4 Yun5 Ji1 Jin3) est un affrontement entre les Jurchens de la dynastie des Jin postérieurs et les Chinois de la dynastie Ming qui a lieu en 1626.
Les Jurchen sont en guerre avec les Ming depuis plusieurs années, et leur Khan Nurhachi juge que la ville de Ningyuan est une cible appropriée pour une nouvelle attaque. Son jugement est en partie basé sur les conseils de Li Yongfang, un transfuge chinois. Finalement, les Jin postérieurs ne réussissent pas à prendre la ville et Nurhachi est blessé durant l'assaut. Il meurt huit mois plus tard des suites de ses blessures. Les Ming sortent victorieux du combat, marquant une résurgence temporaire de l'armée chinoise après une série de défaites qui a duré huit ans.

## Situation avant le début du conflit
Le 7 mai 1618, Nurhachi, le Khan des Jin postérieurs, entre ouvertement en rébellion contre la dynastie Ming, dont il était théoriquement le vassal, en proclamant ses Sept Grandes Causes d'irritation, qui sont autant de raisons de rejeter la tutelle Ming sur la Mandchourie.
Ayant préparé sa révolte de longue date, Nurhachi enchaîne les victoires contre les troupes chinoises et vainc les troupes des Ming lors des batailles de Fushun, Qinghe, Sarhu, Kaiyuan et Tieling. Après avoir mis au pas le clan Yihe, ses derniers rivaux au sein du peuple Jürchen, en s'emparant de Xicheng, leur capitale, il parachève sa conquête du Liaodong en s'emparant de nombreuses villes et en détruisant plusieurs armées Ming lors de la bataille de Shen-Liao. Après sa victoire, il transfère sa capitale à Liaoyang, l'ancien siège du pouvoir Ming au Liaodong.
Même si, pendant un bref laps de temps, le général Mao Wenlong réussit à s'emparer du fort Zhenjiang, situé sur les côtes du Liaodong, les Ming n'arrivent pas à véritablement contre-attaquer et reprendre le contrôle des territoires qu'ils ont perdus.
Durant l'automne 1621, une importante rébellion de différentes ethnies non-Han éclate dans les provinces du Sichuan et de Guizhou, ce qui plonge les Ming dans une crise majeure et mobilise une partie non négligeable des ressources militaires de la dynastie au détriment de la défense du nord-est du pays. Le Kahn des Jin profite de cet affaiblissement pour s'emparer de la ville de Guangning en 1622 et de la ville portuaire de Lüshun en 1625.
Une partie de la nouvelle stratégie défensive de l'armée Ming consiste à faire de Ningyuan un bastion militaire lourdement fortifié. Yuan Chonghuan, avec le soutien de Sun Chengzong, se voit confier la tâche de renforcer considérablement les défenses de la ville en prévision d'une attaque des Jurchen. Cependant, la préparation des défenses est entravée lorsque Sun Chengzong est remplacé par un nouveau commandant. En effet, la Cour impériale Ming est le théâtre de conflits incessants entre différentes factions, et le Mouvement Donglin, dont fait partie Shengzong, vient d'en être victime. Le Donglin est un mouvement politique anti-absolutiste, qui s’oppose ouvertement à la mainmise de l'eunuque Wei Zhongxian sur les affaires de l'État. Zhongxian a riposté en lançant une véritable purge, dont sont victimes les fonctionnaires vus comme ayant un lien quelconque avec le mouvement Donglin : ils sont renvoyés et, dans certains cas, arrêtés, torturés et exécutés. Sun Chengzong est remplacé par le nouveau commandant Gao Di à la fin de 1625. À peine entré en fonction, Gao donne l'ordre à toutes les troupes Ming stationnées à l'extérieur de la Grande Muraille de battre en retraite et d'abandonner les terres situées à l'extérieur de la passe de Shanhai. Yuan s'y oppose fermement et est donc laissé à la tête de l'armée gardant Ningyuan, pendant que tous les autres soldats se replient. Seul face aux Jurchens, Yuan n'a plus que 20 000 hommes sous son commandement.
En 1626, Nurhachi est mis au courant de la retraite des troupes des Ming. Sur les conseils de Li Yongfang, un transfuge chinois, il décide de marcher sur Ningyuan. Il prend personnellement le commandement d'une puissante armée  et se met en route pour attaquer la cité. Au début, le Khan tente de convaincre les défenseurs de Ningyuan de se rendre et envoie une lettre dans laquelle il se vante d'avoir avec lui une armée de 200 000 hommes, mais Yuan ne le croit pas et lui répond qu'il a peut-être 130 000 hommes, sans plus. En outre, Yuan déclare dans sa réponse que lui et ses commandants Man Gui, Zu Dashou et He Kegang sont prêts à se battre jusqu'à la mort. Il aurait cité une ancienne maxime à ce moment-là : "Ceux qui cherchent la vie mourront, mais ceux qui accueillent la mort vivront."
Yuan ordonne que tout ce qui se trouve à l'extérieur de Ningyuan soit brûlé, y compris les maisons, afin que les Jurchen n'aient plus rien d'utilisable à récupérer. Des canons lourds d'une nouveau type, les Hongyipao (lit : "canon des barbares rouges"), sont installés le long des murs de la ville et des artilleurs originaire du Fujian leur sont affectés. Des lignes de salpêtre sont placées à la base des murs pour prévenir d'un éventuel usage de troupes de sapeurs. La veille de la bataille, Yuan marche personnellement le long des murs en inspectant les défenses et déclare publiquement sa défiance envers les Jin en concluant un pacte de sang avec les soldats qui lui restent (concrètement, il rédige un avis public de défi envers les Jin avec son sang). Enfin, Yuan envoie à la passe de Shanhai l'ordre d'exécuter tous les déserteurs qu'ils peuvent trouver, ce qui remonte grandement le moral des habitants de la ville.

## Déroulement des combats
L'armée Jin arrive et installe un camp autour de la ville, mais comme ils avaient mal jugé la portée des canons des Ming, ces derniers ouvrent le feu, et les soldats Jin sont forcés de battre en retraite.
La bataille commence réellement lorsque Nurhachi mène personnellement une attaque contre le coin sud-ouest de la ville, qu'il considère comme étant le plus vulnérable. Les canons Ming ouvrent alors le feu et infligent de lourdes pertes à la cavalerie Jin.
Les forces Jin attaquent alors la ville d'un autre côté à l'aide de chariots de siège renforcés, tandis que les archers tirent pour couvrir leur avance, espérant ainsi faire sortir les défenseurs pour que leur "cavalerie de fer" puisse les flanquer. Cependant, en plus des tirs de canons, les défenseurs lancent également des bombes toxiques qui empêchent les forces Jin d'avancer, et leurs chariots de siège sont mis en pièces. Certains réussissent à atteindre les murailles, mais les lignes de salpêtre que les Ming ont mis en place prennent feu, créant une barrière de protection enflammée autour de la ville. Yuan envoie ensuite une escouade de "sacrifiables " qui achèvent le reste des chariots de siège. Pendant ce temps, les Jin attaquent un autre coin de la ville, mais ils sont repoussés par des attaques incendiaires et du pétrole enflammé. Des draps de lit couverts de poudre à canon et d'huile tombent sur eux, avant d’être enflammés à leur tour. À la nuit tombée, les soldats Jin se retirent.
Voyant que le siège ne se passe pas bien, Nurhachi détache un contingent de cavalerie mongole pour attaquer l'île de Juehua, qui sert de stock principal aux défenseurs de Ningyuan. Les soldats affectés à la défense de Juehua avaient été jusque là laxistes, car ils croyaient que les Jin ne pouvaient pas envahir l'île, les Jurchens n'ayant pas de bateaux et étaient de pauvres marins. Cependant, les eaux autour de Juehua ont gelé cette année-là, et l'armée Jin peut donc traverser avec sa cavalerie auxiliaire. L'attaque tue des milliers de personnes et de nombreux stocks de céréales sont détruits, mais l'île elle-même tient bon et ne tombe pas entre les mains des Mongols.
Après plusieurs jours d'assauts ratés, Ningyuan n'est toujours pas tombé et ses défenseurs ont infligé de lourdes pertes aux forces Jin. Nurhachi lui-même est blessé par un coup de canon et décide de se replier à Mukden.

## Conséquences
Deux cent soixante-neuf têtes sont coupées par les forces de Yuan Chonghuan et remises à Pékin en gage de leur victoire. Après cette victoire, Yuan est promu Censeur en chef de la droite. Il développe sa stratégie de fortification de villes-clés afin de reprendre les territoires perdus durant les années précédente, en commençant à construire des défenses autour de Jinzhou, une ville située au nord de Ningyuan. L'empereur Tianqi envoie 40 000 soldats pour soutenir les projets de construction de Yuan.
Nurhachi succombe à ses blessures et meurt à Mukden huit mois plus tard. Son huitième fils, le quatrième Beile, Huang Taiji, prend le titre de Grand Khan des Jin postérieurs et reprend la guerre contre les Ming, mais il est vaincu lors de la bataille de Ning-Jin, un an plus tard. Alors que l'échec de la prise de Ningyuan stoppe temporairement l'avance de Jurchen, les Jin postérieurs mettent la pression sur les troupes de la région du golfe de Bohai et sur le royaume de Joseon.
Dans l'ensemble, les Jurchens n'ont pas réussi à briser les défenses de la garnison de Ningyuan, même après la mort de Yuan Chonghuan. Cependant, en 1644, l'empereur Ming ordonne à ladite garnison de se replier sur Pékin pour défendre la ville contre l'armée rebelle de Li Zicheng. Mais lorsque la garnison de Ningyuan arrive sur place, la ville est déjà tombée et l'empereur s'est suicidé. Par la suite, les Mandchous, qui profitent de la situation pour occuper Ningyuan, réussissent à vaincre l'armée rebelle et prendre Pékin.